# Domingo Hernández (músico)
Domingo Hernández o Fernández (Tarazona, siglo XVI - Zaragoza, siglo XVII; fl. 1600-c. 1640) fue un compositor y maestro de capilla español.

## Vida
Domingo Hernández nació en Tarazona, actualmente en la provincia de Zaragoza, en fecha desconocida. El 6 de enero de 1585 aparece en las actas capitulares del templo del Pilar un «tiple de Tarazona 100 sueldos» en la distribución económica de la capilla de música, un sueldo considerable «por ser de muy buena voz» que el musicólogo Pedro Calahorra afirma que podría ser nuestro maestro de capilla. Sin embargo, el musicólogo Antonio Ezquerro Esteban lo considera poco probable, ya que el maestro aparece en el Pilar como infante del coro mencionado con nombre y apellido de 1600 a 1613, lo que implicaría que el niño mantuvo su voz de tiple por más de 15 años. Hernández se habría formado inicialmente como infantico de la Catedral de Tarazona, quizás con Juan Arnalte, para pasar como infante mayor al Pilar en Zaragoza, para formarse musicalmente con el maestro Pablo Pujol.
Su trayectoria ya deja entender que debía tener una voz extraordinaria, a lo que se une el hecho de que el clero de la Catedral de Zaragoza tratase de ganarlo para su capilla de música, «le importunaba queriendo llevarle a su iglesia». Tuvo que intervenir el arzobispo Alonso Gregorio, comprometiéndose nuestro cantor a no cantar fuera del Pilar.
En 1609 pasó a ocupar el magisterio del Hospital General de Nuestra Señora de Gracia, también en Zaragoza. Solo permanecería dos años en el cargo.

Item, se dio posesión de un beneficio a mosén Domingo Hernández, presbítero, a presentación del Señor de Quinto; hacía dos años salió de esta iglesia, siendo mozo de coro, para maestro de capilla del Hospital, y había venido a esta iglesia de la de Tarazona para infante mayor, y aunque entonces por ser muy buena voz, de La Seo lo importunaron mucho, hasta llamarlo el propio señor arzobispo don Alonso Gregorio, que goza de Dios, él jamás dejó esta iglesia.
Actas capitulares de la iglesia del Pilar, junio de 1611

En junio de 1611 Hernández regresó al Pilar, pero sin cargo musical alguno. Se sabe que ocupó el magisterio de forma interina tras la partida de Pujol en 1612, fecha en la que se trasladaba a la Catedral de Barcelona. En 1613 se le encargó la educación musical de los infanticos, teniendo incluso a tres alumnos en su casa a su servicio.

[... que] se le dé cargo de dar lección y hacer plática a los Infantes cada día, mientras no hubiere maestro de capilla, y que se le dé ayuda de costas por su trabajo en este ínterim los veinte escudos que por dicha razón se solían dar al maestro de capilla.
Actas capitulares de la iglesia del Pilar, enero de 1613

Vicente Martín, de Oliete, infante de esta Santa Iglesia, se fue a servir a mosén Domingo Hernández y en su casa a estudiar gramática y a continuar el estudio y plática de canto.
Actas capitulares de la iglesia del Pilar, febrero de 1613

Para conseguirlo, hubo que obligar al organista Pedro Hernando Torres a que se mudase y dejase libre la vivienda para mosén Domingo Hernández y los infantes.

Ittem determinaron Unanimes y conformes se le voluiessen a encomendar la custodia de los Infantes a Moss. Domingo Hernandez Racio. y Maestro de capilla de la manera que los tenia antes y se le de cassa en el Claustro en el fosalete y el organista se buelua a la cassa de Moss. Domingo Beltran viuia en la primera cassa del [¿caluio?] del Claustro. In quorum fidem etta
Dor. Juo. Domingo Briz Prior del Pilar [rubricado]
Andres Carrasco Secreo. [rubricado].

A partir de 1613 se dejan de copiar en el libro de gestis las correspondientes actas capitulares del Pilar hasta 1656, por lo que no hay seguridad en la trayectoria posterior de Hernández. Al parecer en la década en 1630 se le nombraría maestro de capilla del Pilar, tal como consta en un documento conservado en el Archivo de Música de las Catedrales de Zaragoza.
Tras el fallecimiento del maestro Gaspar Cueto el 30 de mayo de 1635, la Catedral de Zaragoza realizó unas oposiciones en noviembre de 1636 para ocupar la vacante. Se desconoce la razón por la que se tardó tanto tiempo en convocar las oposiciones, pero se eligió al maestro del Pilar, Domingo Hernández, para que dirigiese el jurado que decidió la posición. Hernández no parece nombrado de forma explícita, pero es de suponer que se trata de él.

Que a los opositores al magisterio, de los 5, a los cuatro (que es fuerza queden sin él), se les dé de ayuda de costa de sus viajes cada veinticinco escudos.
Llamaron a los opositores que entrasen a informar de su justicia. Entró el primero Miguel de Aguilar, Maestro de Huesca; entró en  segundo lugar Pedro Ximénez de Luna, Maestro de Santo Domingo de la Calzada. Entró después Juan Francisco Balán, Maestro de Santa  María de Calatayud; en cuarto lugar entró José Rada, Maestro de Teruel; el último entró Sebastián  Romero, Maestro de Capilla de Tarazona. Hizo cada uno de por sí relación de sus estudios y progresos en ellos.
Llamáronse los examinadores cada uno de por sí y entró el  Maestro del Pilar, el cual dijo que traía por escrito el juicio que había hecho con los demás examinadores, y así pareció que entrasen todos juntos, pues habían confabulado el parecer con todos; leyeron los examinadores su parecer graduando los opositores y pasóse a proveer por habas como es costumbre.
Quedó electo el Maestro Sebastián Romeo, maestro de Tarazona; entró y díjole cómo quedaba electo. Representósele su obligación. Juró los Estatutos y lo que a su oficio toca como es costumbre.
Actas del cabildo de la Catedral de Zaragoza, 26 de noviembre de 1636

Posteriormente se le pierde el rastro.

## Obra
Se conservan algunas obras de Domingo Hernández, en su mayoría en el Archivo de Música de las Catedrales de Zaragoza. Se trata de obra litúrgica, en latín y castellano.
- Salve, antífona a 12 voces;
- Beatus vir, salmo;
- Exortum est, salmo (atribuido);
- Laudate pueri Dominum, salmo;
- Dadnos aquinaldo, niño Dios, villancico;
- Molenito de Santo Tomé, villancico;
- Para dar al mundo leyes, villancico (desaparecida);
- Viva el rey que ha nacido, villancico.

Se puede destacar su Segunda Lamentación para el Sábado Santo, que ha sido interpretada por Los Músicos de Su Alteza, dirigidos por Luis Antonio González.